# Guilherme Studart, barão de Studart
Guilherme Chambly Studart, o Barão de Studart, (Fortaleza, 5 de janeiro de 1856 – Fortaleza, 25 de setembro de 1938) foi um médico, historiador e vice-cônsul do Reino Unido no Ceará.
Ao lado do integralista Andrade Furtado exerceu a vice-presidência da Sociedade de São Vicente de Paulo.

## Biografia
Filho de John William Studart, comerciante e primeiro vice-cônsul britânico no Ceará, e de Leonísia de Castro Barbosa Studart. Pelo lado paterno, era sobrinho de José Smith de Vasconcelos, primeiro barão de Vasconcelos. Pelo lado materno, era bisneto de Joaquim José Barbosa e de João Facundo de Castro Meneses.
Fez os primeiros estudos no Ateneu Cearense, transferindo-se, posteriormente, para o Ginásio Bahiano. Matriculou-se, em 1872, na Faculdade de Medicina da Bahia, onde formou-se em 1877. Exerceu, durante muitos anos, a atividade médica, principalmente no Hospital de Caridade de Fortaleza.
Participou ativamente do movimento abolicionista no Ceará, como um dos membros da Sociedade Cearense Libertadora. Discordando dos meios defendidos por esta, desliga-se para fundar, ao lado de Meton de Alencar, o Centro Abolicionista 25 de Dezembro, em 1883.
Católico militante, dedicou-se à caridade e à filantropia. Como reconhecimento, o então bispo do Ceará, D. Joaquim Vieira, solicitou a outorga do título de barão da Santa Sé, concedido, em 1900, pelo Papa Leão XIII. Participou da fundação do círculo de intelectuais católicos de Fortaleza e do círculo dos operários católicos de Fortaleza.

Logo depois da morte do pai, em 1878, herdou o título de vice-cônsul britânico no Ceará.

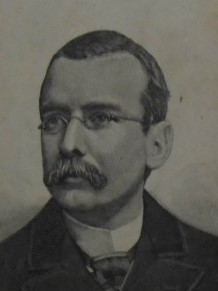
Guilherme Studart

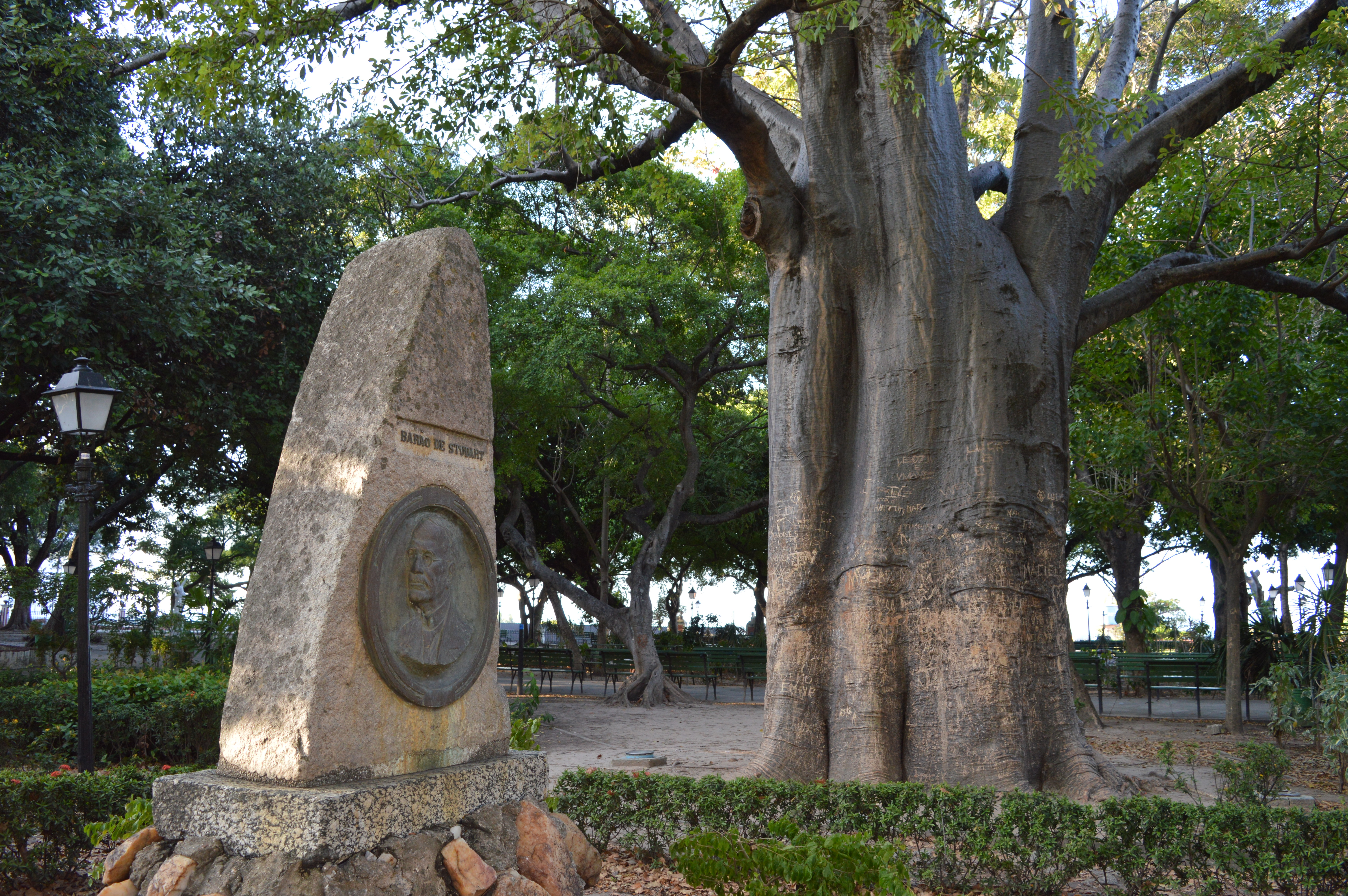
Monumento com a efígie em medalhão de Studart no Passeio Público de Fortaleza.

Autor de inúmeros trabalhos nas áreas de Medicina, línguas (Elementos da Gramática Inglesa, 1888), Geografia e biografia. Foi na História, entretanto, que ele se destacou, publicando mais de uma centena de textos, entre artigos e livros, abordando, especialmente, a História do Ceará. Suas obras são, ainda hoje, essenciais para o estudo da matéria. A sua bagagem bibliográfica chega a 139 trabalhos de grande mérito e reconhecimento internacional.
Sua batalha foi para que a memória do Ceará não se perdesse. Lutou e conseguiu desenvolver vários trabalhos, hoje fonte de pesquisas para vários historiadores do Brasil e de vários países. Uma de suas frases, proferidas diante de amigos e considerada a mais importante para muitos, foi quando já cansado pelos anos disse:
| “ | Inicio hoje a publicação dos documentos relativos à vida do Brasil Colônia: vejo assim realizado um dos mais queridos projetos. Do que me pertence faço de bom grado, partilharem os amantes da história pátria, tendo como certo que eles encontrarão algum subsídio aproveitável ao cabedal que há anos vou acumulando e ora lhes é ofertado. A este volume muitos outros se seguirão, se as forças, já tão alquebradas mo consentirem. | ” |

## Obras
- Família Castro, ligeiros apontamentos
- Seiscentas datas para a história do Ceará na segunda metade do século XVIII
- Climatologia, epidemias e endemias do Ceará: memória apresentada ao 4.o Congresso medico latino-americano,[7]
- Notas para a História do Ceará,[8]
- Datas e Factos Para a História do Ceará,[9]
- Notas sobre a linguagem e costumes do Ceará
- Documentos para a historia de Martim Soares Moreno,[10]
- Três mil datas para a história do Ceará no presente século
- Dicionário bibliográfico cearense,[11]
- Documentos para a história do Brasil especialmente a do Ceará (1608-1625),[12]
- A diocese do Ceará ou Fortaleza

#### Artigos da Revista do Instituto do Ceará
- "Faze o Bem, não cates a quem" (1887)
- "Descripção do Município de Barbalha" (1888)
- "Alexandre Humboldt e Bernardo Manoel de Vasconcellos" (1888)
- "O RIo Ceará" (1889)
- "Auto de Creação e Levantamento da povoação de São Vicente Férrer das Lavras da Mangabeira" (1890)
- "História Pátria - Azevedo de Montaury e seu Governo no Ceará" (1891)
- "Acta da 1a. vereação da Câmara da Villa Novade Soure" (1891)
- "Azevedo de Montauy e seu Governo no Ceará" (1892)
- "Tentativa de assassinato do Governador interino Carlos Ferreira" (1892)
- "O Ceará no Tempo de Miranda Henriques - Lobo da Silva e as Minas dos Cariris" (1892)
- "Autos da Creação e Divisão do Curato do Aracaty" (1892)
- "Datas para a Históiria do Ceará - Século XVII" (1894)
- "Commercio da Praça de Lisboa com o Ceará em 1821" (1895)
- "Datas para a História do Ceará na primeira metade do Século XVIII" (1895)
- "Catálogo de Jornaes de grande e pequeno porte publicados no Ceará" (1898)
- "Appontamentos sobre Patrício da Nóbrega e Vasconcelos" (1898)
- "Escriptura da Obra da Capella Mor de Fortaleza" (1898)
- "Para a História do Aracaty" (1898)
- "Três Documentos do Tempo de Manoel Francêz" (1898)
- "Um Bando do Governador do Ceará sobre a Moeda XemXem" (1900)
- "Acta da Creação do Club Republicano no Aracaty" (1900)
- "Ephemérides do Ceará. Ceará Republicano" (1901)
- "Ordem que o Sr. Mestre de Campo João de Antas Ribeiro há de fazer observar no seu Terço de Infantaria Auxiliar do Ceará a respeito do Uniforme" (1901)
- "Apontamentos sobre as Freguezias de Arneiroz e Saboeiro" (1902)
- "Notas sobre Meu Parochiato em Areias" (1902)
- "Catálogo de Alguns Martyrres" (1902)
- "Documentos sobre a Fortaleza da Capitania do Ceará Grande" (1902)
- "De alguns índios e índias naturaes de Pernambuco" (1902)

- "Alexandre de Moura e os Jesuítas Gomes e Nunes" (1902)
- "Ephemérides - Ceará Republicano" (1902)
- "Francisco Pinto e Luiz Figueira" (1903)
- "Martim Soares Moreno - O Fundador do Ceará" (1903)
- "Carta de Duarte Sodré Pereira a El Rei" (1904)
- "Catálogo dos Jornaes de grande e pequeno porte publicados no Ceará" (1904)
- "Documentos da História de Martim Soares Moreno" (1905)
- "Opinião de Guedes Aranha sobre o Ceará" (1906)
- "Trechos do viajante inglez William Hadfield sobre o Ceará" (1906)

- "Achegas a Geographia do Ceará" (1906)

- "Notícia da Capitania de Seará" (1906)
- "Dezenove documentos sobre s Palmares" (1906)
- "Sobre o pagamento d Presídio do Seará se fazer da Ilha 3a." (1906)
- "Sobre um Memorial da Companhia de Jesus" (1906)
- "Mercês a índios do Maranhão" (1906)
- "Assalto dos Francezes à Capitania N. S. da Conceição" (1906)
- "Biografia Padre Mororó" (1906)
- "Ephemérides Cearenses" (1907)
- "Os Mortos do Instituto de 1907" (1907)
- "Mais Um Centenário" (1908)
- "Autógraphos de Alexandre de Moura" (1908)
- "Administração Barba Alardo" (1908)
- "Ephemérides Cearenses" (1908)
- "Os Mortos do Instituto" (1908)
- "Foral de Direitos e mercês mandado passar em favor de João de Barros" (1909)
- "Relazione inviata del P. Ludovico Fonseca" (1909)
- "Tres cartas de Frei Christovam de Lisboa dirigidas ao irmão Manoel Severim de Faria" (1909)
- "Ephemérides Cearenses" (1909)
- "Os Mortos do Instituto" (1909)
- "Ode" (1910)
- "Os Mortos do Instituto" (1910)
- "Os Mortos do Instituto" (1911)

- "Jornaes publicados no Ceará em 1912" (1912)
- "Ephemérides Cearenses" (1912)
- "Os Mortos do Instituto" (1912)
- "Jornaes publicados no Ceará em 1913" (1914)
- "Documentos para a história do Governo de Bernardo Manoel de Vasconcellos" (1914)
- "O Ceará deve estar preparado para a comemoração do movimmento de 17" (1916)
- "Para a questão dos Grossos: Documentos relativos a Sebastião de Sá" (1916)
- "Documentos relativos ao Mestre de Campo Moraes Navarro" (1916)
- "Os Mortos do Instituto" (1916)
- "Documentos da Revolução de 1817" (1917)
- "Jornaes publicados no Ceará" (1917)
- "Ephemerides Cearenses" (1917)
- "3 de Maio de 1817 - O Movimento de 1817 no Ceará" (1917)
- "Documentos relativos ao Mestre de Campo M. A. de Moraes Navarro" (1917)
- "Um documento histórico secular" (1917)
- "Jornaes publicados no Ceará 1917" (1918)
- "Extrangeiros e o Ceará" (1918)
- "O Padre Mestre Ignácio Rolim - pelo Barão de Studart" (1918)
- "Ephemerides Cearenses - pelo Barão de Studart"(1918)
- "João Carlos Augusto Oeynhausen e Manoel Martins Chaves" (1919)
- "Extrangeiros e o Ceará" (1919)
- "Jornaes publicados no Ceará em 1918" (1919)
- "Ephemerides Cearenses - 1918" (1919)
- "Antônio Cardoso de Barros" (1919)
- "Os Mortos do Instituto" (1919)
- "Documentos para a história do Brasil e especialmente a do Ceará" (1920)
- "Extrangeiros no Ceará" (1920)
- "Os Mortos do Instituto" (1920)
- "Dados biográphicos do Maestro Alberto Nepomuceno" (1920)
- "Para o litígio sobre limites entre Ceará e Piauhy" (1921)
- "Para a história das Minas dos Cariris" (1921)
- "Ephemerides Cearenses. 1919 e 1920" (1921)
- "Jornaes publicados no Ceará em 1919 e 1920" (1921)
- "Ouvidoria e Ouvidores do Ceará" (1922)
- "Jornaes do Ceará publicados em 1921" (1922)
- "Ephemérides Cearenses 1921" (1922)
- "Documentos para a História do Brasil e especialmente do Ceará - de 1683 a 1693" (1922)
- "Cearenses Presidentes da Província do Ceará" (1922)
- "Documentos do tempo da Independência" (1922)
- "Extrangeiros e Ceará" (1922)
- "Cearenses elevados ao sólio episcopal" (1922)
- "Conselho Geral da Província do Ceará" (1922)
- "Documentos para a História do Brasil e especialmente do Ceará" (1923)
- "Geographia do Ceará" (1923)
- "Os Jornaes do Ceará nos primeiros 40 annos" (1924)
- "Jornaes e Revistas Cearenses publicados de 1919 até hoje" (1924)
- "A Confederação do Equador no Ceará - Parte Chronologica" (1924)
- "Documentos para a História da COnfederação do Equador no Ceará - colligidos pelo Barão de Studart" (1924)
- "Um precioso inédito do Padre Gonçalo Mororó" (1924)
- "O Movimento Republicano de 1824 no Ceará" (1924)
- "Geographia do Ceará" (1924)
- "A Independência do Pará" (1924)
- "Paulistas no Ceará" (1927)
- "João Capistrano de Abreu" (1927)
- "Ligeiras notas sobre o café no Estado do Ceará" (1928)
- "Thomaz Pompeu de Souza Brasil e João Baptista Perdigão de Oliveira" (1929)
- "José Martiniano de Alencar" (1929)
- "O Padre Martin de Nautes e o Cel. Dias D'ávila" (1931)
- "Duas Memórias do Jesuíta Manuel Pinheiro" (1932)
- "Para a história do Jornalismo Cearense" (1933)
- "Noticia Geral da Cappitania do Seará Grande" (1935)
- "Uma questão bibliográfica" (1940)

## Homenagens
- Foi membro de inúmeras instituições, destacando-se a Academia Cearense de Letras, o Instituto do Ceará, o Centro Médico Cearense, o Instituto Histórico e Geográfico Brasileiro, o Instituto Geográfico e Histórico da Bahia, o Instituto Histórico e Geográfico Pernambucano, o Centro Literário, o Instituto Histórico e Geográfico de Santa Catarina, o Instituto Histórico e Geográfico de São Paulo, o Instituto Histórico e Geográfico Paraibano, o Instituto Histórico e Geográfico Fluminense, a British Medical Association, a Sociedade de Geografia de Paris e a Sociedade de Geografia de Lisboa.[13]
- Uma importante avenida na área nobre de Fortaleza (Meireles, Aldeota, Joaquim Távora) foi nomeada em homenagem ao Barão de Studart.[14]
- Um vídeo-documentário sobre a vida do historiador foi produzido pela TV Assembleia.[15]